# واتر نیوتون
واتر نیوتون (به انگلیسی: Water Newton) یک روستا و محله مدنی در بریتانیا است که در هانتینگدونشر واقع شده‌است.